# Titanatemnus alluaudi
Titanatemnus alluaudi är en spindeldjursart som beskrevs av Max Vachon 1935. Titanatemnus alluaudi ingår i släktet Titanatemnus och familjen Atemnidae. Inga underarter finns listade i Catalogue of Life.